# Список эпизодов телесериала «Мужчина ищет женщину»
«Мужчина ищет женщину» (англ. Man Seeking Woman) — американский телевизионный ситком. Премьера состоялась на FXX 14 января 2015 года. Сериал о наивном и учтивом человеке по имени Джош Гринберг (Джей Барушель), который находит себя в сюрреалистических и неудобных ситуациях, пытаясь найти свою любовь. 3 марта 2015 года был продлён на второй сезон, состоящий из 10 эпизодов. Премьера состоялась 6 января 2016 года.

## Обзор сезонов
| Сезон | Сезон | Эпизоды | Оригинальная дата показа | Оригинальная дата показа |
| Сезон | Сезон | Эпизоды | Премьера сезона          | Финал сезона             |
| ----- | ----- | ------- | ------------------------ | ------------------------ |
|       | 1     | 10      | 14 января 2015           | 18 марта 2015            |
|       | 2     | 10      | 6 января 2016            | 9 марта 2016             |
|       | 3     | 10      | 4 января 2017            | 8 марта 2017             |

## Список серий

### Сезон 1 (2015)
| Номер серии | Номер в сезоне | Название                | Режиссёр        | Сценаристы                   | Дата показа в США    | Зрители США (миллионы) |
| --- | -------------- | ----------------------- | --------------- | ---------------------------- | -------------------- | ---------------------- |
| 1 | 1              | «Lizard» «Ящерица»      | Джонатан Крисел | Саймон Рич                   | 14 января 2015 года  | 0.326                  |
| Джоша бросает его девушка Мэгги и ему очень сложно двигаться дальше. Его лучший друг Майк предлагает найти ему новую девушку. Позже, Джош знакомится в метро с девушкой Лаурой и просит её номер телефона. Приглашённый гость: Хейдер Билл — Адольф Гитлер, Ванесса Байер — Лаура Фербер.                                                          |                |                         |                 |                              |                      |                        |
| 2 | 2              | «Traib» «Поезд»         | Джонатан Крисел | Роберт Пэдник и Саймон Рич   | 21 января 2015 года  | 0.326                  |
| Джош мучается, не зная, как позвать на ужин Лауру текстовым сообщением. Позднее она соглашается, однако первое свидание проходит не так гладко. Приглашенный гость: Майкл Хоган — Брэдли, Ванесса Байер — Лаура Фербер. |                |                         |                 |                              |                      |                        |
| 3 | 3              | «Pitbull» «Питбуль»     | Бен Берман      | Дин Мирк и Саймон Рич        | 28 января 2015 года  | 0.206                  |
| Майк берёт Джоша в клуб, в надежде подцепить кого-нибудь, но Джош совсем не силён в этом. Приглашённый гость: Сара Сильверман — правая рука Джоша (голос), Эдди Пепитон — левая рука Джоша (голос), Тим Хайдекер — бармен. |                |                         |                 |                              |                      |                        |
| 4 | 4              | «Dram»                  | Бен Берман      | София Альварес, Саймон Рич   | 4 февраля 2015 года  | 0.205                  |
| Сестра Джоша, Лиз, заманивает его на свидание с женщиной по имени Мод. Мод сильно увлечена Джошем, но он её чувств не разделяет и идёт на крайние меры, чтобы избегать её. Приглашённый гость: Мария Тэйер — Мод. |                |                         |                 |                              |                      |                        |
| 5 | 5              | «Sizzurp»               | Джонатан Крисел | София Альварес, Саймон Рич   | 11 февраля 2015 года | 0.098                  |
| Чтобы изменить свою жизнь к лучшему, Купидон решает соединить Джоша с "супер классной" девушкой по имени Уитни. Всё идёт хорошо, пока неуверенность в себе не доводит Джоша до паранойи и зависти к другим мужчинам, с которыми вступает в контакт Уитни. Приглашённый гость: Минка Келли — Уитни, Йорма Такконе — Купидон, Фред Армисен — Танака. |                |                         |                 |                              |                      |                        |
| 6 | 6              | «Gavel» «Молоток судьи» | Джонатан Крисел | Саймон Рич                   | 18 февраля 2015 года | 0.174                  |
| У Джоша счастливые новые отношения, которые поставлены под угрозу, когда в его жизнь возвращается Мэгги. Приглашённый гость: Марк Эван Джексон — судья, Джон Дэли — Дэниел Шульц. |                |                         |                 |                              |                      |                        |
| 7 | 7              | «Stain» «Позор»         | Тим Киркби      | Иэн Макстон-Грэм, Саймон Рич | 25 февраля 2015 года | 0.210                  |
| Джош и Майк посещают свадьбу в аду. Приглашённый гость: Бретт Гельман — демон. |                |                         |                 |                              |                      |                        |
| 8 | 8              | «Branzino»              | Тим Киркби      | Дэн Мирк                     | 4 марта 2015 года    | 0.113                  |
| Джош и его девушка Рейчел решают хирургически соединиться друг с другом. Приглашённый гость: Кэрри Браунстин, Мэри Бердсонг. |                |                         |                 |                              |                      |                        |
| 9 | 9              | «Teacup» «Чайная чашка» | Тим Киркби      | София Альварес               | 11 марта 2015 года   | 0.218                  |
| Шоу показывает женскую точку зрения с помощью Лиз, которую бросил давний бойфренд. |                |                         |                 |                              |                      |                        |
| 10 | 10             | «Scepter» «Скипетр»     | Джонатан Крисел | Иэн Макстон-Грэм             | 18 марта 2015 года   | 0.204                  |
| Джош использует таблетки для путешествия во времени, чтобы спасти свои отношения с Мэгги. |                |                         |                 |                              |                      |                        |

### Сезон 2 (2016)
| Номер серии | Номер в сезоне | Название                  | Режиссёр            | Сценаристы                  | Дата показа в США    | Зрители США (миллионы) |
| --- | -------------- | ------------------------- | ------------------- | --------------------------- | -------------------- | ---------------------- |
| 11 | 1              | «Wings» «Крылья»          | Дэниел Грей Лонгино | София Альварес и Саймон Рич | 6 января 2016 года   | 0.280                  |
| Майк чувствует себя брошенным, когда Джош всё свободное время проводит с новой девушкой.                                                  |                |                           |                     |                             |                      |                        |
| 12 | 2              | «Feather» «Пустяк»        | Майкл Доуз          | Роберт Пэдник               | 13 января 2016 года  | 0.249                  |
| Джош влюбляется в девушку со схожими интересами, но тем не менее, возникают проблемы, когда он не может удовлетворить её сексуально.      |                |                           |                     |                             |                      |                        |
| 13 | 3              | «Scythe» «Коса»           | Дэн Шимпф           | Дэн Мирк, Роберт Пэдник     | 20 января 2016 года  | 0.254                  |
| Джош решает вести себя более раскованно после того, как повстречал Смерть с косой, которая сказала ему, что он будет лысым спустя 3 года. |                |                           |                     |                             |                      |                        |
| 14 | 4              | «Tinsel» «Мишура»         | Майкл Доуз          | София Альварес              | 27 января 2016 года  | 0.176                  |
| Лиз заводит интрижку с Сантой-Клаусом. |                |                           |                     |                             |                      |                        |
| 15 | 5              | «Card» «Карта»            | Дэниел Грей Лонгино | Роберт Пэдник               | 3 февраля 2016 года  | 0.251                  |
| Джош осуществляет мечту всей своей жизни, становится разработчиком видеоигр.                                                              |                |                           |                     |                             |                      |                        |
| 16 | 6              | «Honey» «Милые»           | Дэниел Грей Лонгино | Дэн Мирк                    | 10 февраля 2016 года | 0.169                  |
| Джош начинает ухаживать за Розой, коллегой по работе, но она уже с кем-то встречается. Приглашённый гость: Фред Армисен — Иисус Христос.  |                |                           |                     |                             |                      |                        |
| 17 | 7              | «Cactus» «Кактус»         | Билл Бенз           | Марика Сойер                | 17 февраля 2016 года | 0.207                  |
| Джош предпринимает активные действия, ведь Роза только что рассталась с парнем.                                                           |                |                           |                     |                             |                      |                        |
| 18 | 8              | «Fuse» «Фитиль»           | Дэн Шимпф           | Дэн Мирк                    | 24 февраля 2016 года | 0.212                  |
| Джош ревнует, когда Майк и Роза начинают встречаться.                                                                                     |                |                           |                     |                             |                      |                        |
| 19 | 9              | «Eel» «Угорь»             | Билл Бенз           | Марика Сойер                | 2 марта 2016 года    | 0.154                  |
| Трудности в отношениях Розы и Майка. Приглашённый гость: Керри-Энн Мосс — Джоан Диллон, Тзи Ма - мастер Шэн.                              |                |                           |                     |                             |                      |                        |
| 20 | 10             | «Balloon» «Воздушный шар» | Билл Бенз           | Иен Макстон-Грэм            | 9 марта 2016 года    | 0.167                  |
| Джош снова получает шанс, чтобы быть с Розой.                                                                                             |                |                           |                     |                             |                      |                        |

### Сезон 3 (2017)
| Номер серии | Номер в сезоне | Название                     | Режиссёр             | Сценаристы        | Дата показа в США    | Зрители США (миллионы) |
| --- | -------------- | ---------------------------- | -------------------- | ----------------- | -------------------- | ---------------------- |
| 21 | 1              | «Futon» «Футон»              | Рэйчел Ли Голденберг | Дэн Мирк          | 4 января 2017 года   | 0.239                  |
| Джош начинает новые отношения с Люси, не без проблем.                                                                          |                |                              |                      |                   |                      |                        |
| 22 | 2              | «Ranch» «Ранчо»              | Майкл Доуз           | Майк О'Брайн      | 11 января 2017 года  | 0.230                  |
| Люси знакомится с родителями Джоша.                                                                                            |                |                              |                      |                   |                      |                        |
| 23 | 3              | «Horse» «Лошадь»             | Эндрю ДеЯнг          | Майк О'Брайн      | 18 января 2017 года  | 0.195                  |
| Люси пытается сблизиться с Майком, однако это приводит к ужасным последствиям.                                                 |                |                              |                      |                   |                      |                        |
| 24 | 4              | «Popcorn» «Попкорн»          | Райн Кэйс            | Джейсон Билливейл | 25 января 2017 года  | 0.202                  |
| Джош знакомится с пассивно-агрессивными родителями Люси. К ужасу Люси Джош подружился с ними.                                  |                |                              |                      |                   |                      |                        |
| 25 | 5              | «Shrimp» «Козявка»           | Эндрю ДеЯнг          | Джейсон Билливейл | 1 февраля 2017 года  | 0.192                  |
| Джош знакомится с друзьями Люси и чувствует себя неудачником, поскольку у всех ее друзей есть престижная и интересная работа.. |                |                              |                      |                   |                      |                        |
| 26 | 6              | «Pad Thai» «Тайская подушка» | Рэйчел Ли Голденберг | Cirocco Dunlap    | 8 февраля 2017 года  | 0.193                  |
| Джош и Люси вместе год спустя, но застряли в тупике, и рутине. Люси ищет новых приключений и эмоций.                           |                |                              |                      |                   |                      |                        |
| 27 | 7              | «Bagel» «Бублик»             | Райн Кэйс            | Стэфани Робинсон  | 15 февраля 2017 года | 0.161                  |
| Прося благословения у родителей Люси, Джош планирует сделать ей предложение.                                                   |                |                              |                      |                   |                      |                        |
| 28 | 8              | «Dolphin» «Дельфин»          | Майкл Доуз           | Стэфани Робинсон  | 22 февраля 2017 года | 0.241                  |
| Джош говорит своей матери и отчиму, что они с Люси женятся. Приглашённый гость: Питер Галлахер — отец Лиз.                     |                |                              |                      |                   |                      |                        |
| 29 | 9              | «Cake» «Кекс»                | Майкл Доуз           | Аарон Бурдетт     | 1 марта 2017 года    | 0.198                  |
| Майк устраивает Джошу мальчишник.                                                                                              |                |                              |                      |                   |                      |                        |
| 30 | 10             | «Blood» «Кровь»              | Майкл Доуз           | Дэн Мирк          | 8 марта 2017 года    | 0.241                  |
| Джош и Люси женятся. |                |                              |                      |                   |                      |                        |